# دیلون (کانزاس)
دیلون (به انگلیسی: Dillon) یک منطقهٔ مسکونی در ایالات متحده آمریکا است که در کانزاس واقع شده‌است. دیلون ۳۹۶ متر بالاتر از سطح دریا واقع شده‌است.